# Salsellas (Barcelona)
Salsellas es una entidad de población española del municipio de Borredá, perteneciente a la provincia de Barcelona, en la comunidad autónoma de Cataluña.

## Historia
Hacia mediados del siglo XIX, el lugar, por entonces con ayuntamiento propio, tenía contabilizada una población de 111 habitantes. Aparece descrito en el decimotercer volumen del Diccionario geográfico-estadístico-histórico de España y sus posesiones de Ultramar de Pascual Madoz con las siguientes palabras:

SALSELLAS: l. con ayunt. en la prov., aud. terr.,: c. g. de Barcelona (9 leg.), part. jud. de Berga (4), dióc. de Vich. sit. en terreno montuoso, con buena ventilacion y clima frio, pero sano. Tiene 50 casas y una igl. parr. (Sta. Maria), servida por un cura de ingreso. El térm. confina: N. Comiá; E. Alpens; S. Llusá, y O. Quar. El terreno es montañoso y áspero; corre por él la riera de Est ó Marles, y le cruzan varios caminos locales. El correo lo recogen los interesados en Berga. prod.: trigo, centeno, patatas, maiz y legumbres; cria ganado lanar y cabrío, y caza de conejos y liebres. pobl.: 30 vec., 111 alm. cap. prod.: 646,400 rs. imp: 16,160.
(Madoz, 1849, p. 707)

El municipio de Salsellas desapareció de cara al censo de España de 1900, al incorporarse al de Llusá.

## Demografía
| Gráfica de evolución demográfica de Salsellas entre 1842 y 1897 |
| |
| Población de derecho según los censos de población del INE. Población de hecho según los censos de población del INE.Entre el censo de 1900 y el anterior, este municipio desaparece porque se integra en el municipio Llussá. |

## Patrimonio

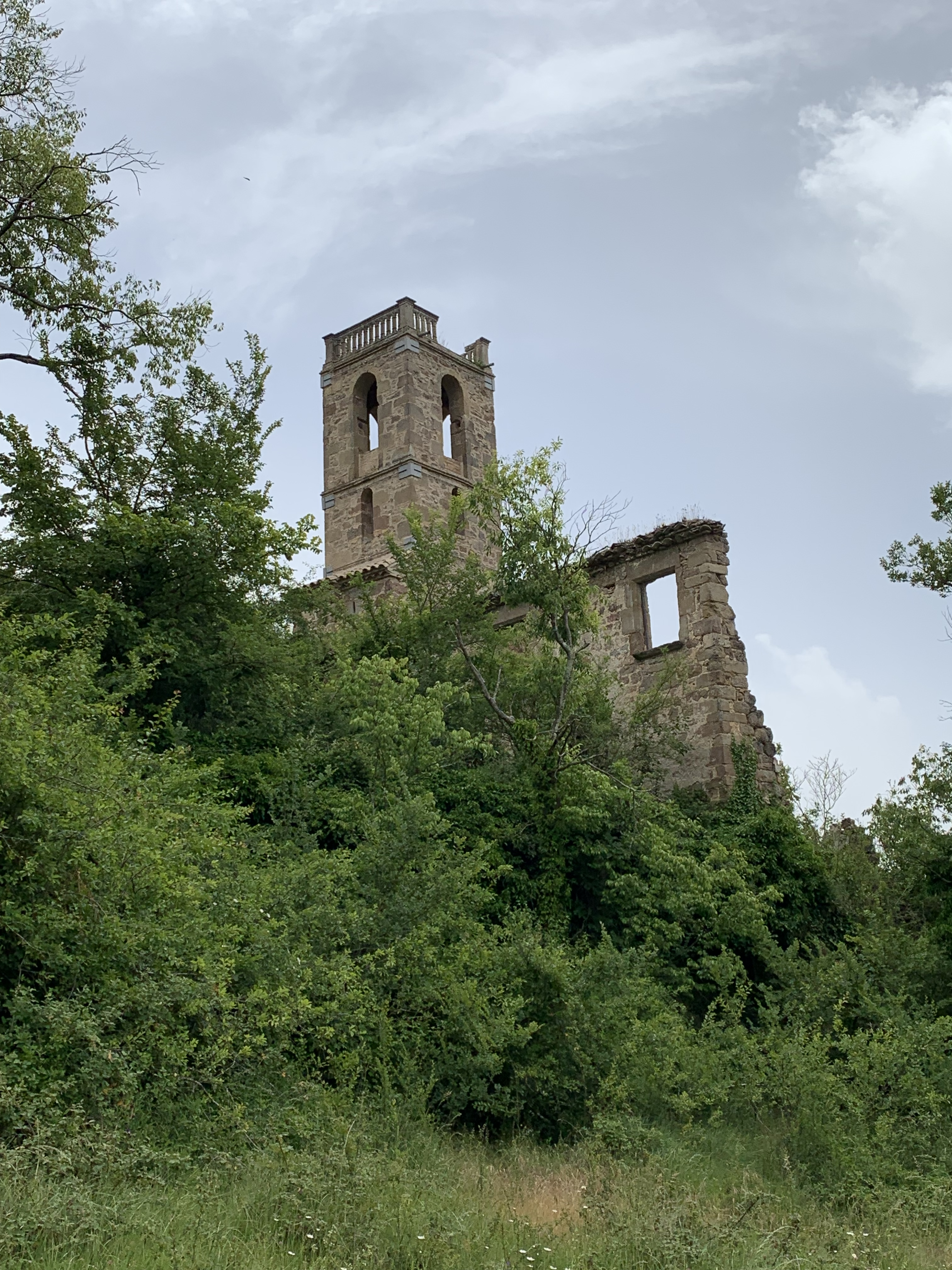
Iglesia de Santa María

En el lugar hay una iglesia bajo la advocación de Santa María.